# Felix Burmeister
Pour les articles homonymes, voir Burmeister.
Felix Burmeister (né le 9 mars 1990 à Wurtzbourg) est un footballeur professionnel allemand.

## Carrière
Felix Burmeister commence à jouer au sein du SV Hambühren et intègre en 2007 dans la formation du Hanovre 96. Un an plus tard, Burmeister fait partie de l'équipe réserve, avec laquelle il dispute 50 matchs régionaux de 2008 à 2011, marquant onze buts. Il ne joue pas avec l'équipe première en Bundesliga. Pour la saison 2011-2012, il signe avec le DSC Arminia Bielefeld en troisième division.
Il fait ses débuts dans cette équipe le 23 juillet 2011 au match contre le VfB Stuttgart II. Il parvient à faire monter l'équipe en 2. Bundesliga et remporte deux fois la Coupe de Westphalie. Burmeister prolonge son contrat à Bielefeld jusqu'au 30 juin 2014. Il fait ses débuts en 2. Bundesliga le 11 août 2013 par une victoire 1-0 contre le FC Sankt Pauli. Le 12 juin 2014, Arminia annonce que le contrat avec Burmeister est prolongé jusqu'en 2015. Le 9 avril 2016, Burmeister marque son premier but en 2. Bundesliga lors de la victoire 4-1 d'Arminia Bielefeld contre le SV Sandhausen.
À la fin de la saison 2015-2016, Burmeister quitte l'Arminia et rejoint le 22 juillet 2016 l'équipe professionnelle hongroise, le Vasas SC à Budapest, en Nemzeti Bajnokság I. Il est finaliste de la Coupe de Hongrie en 2017.
Il revient en Allemagne en 2018 avec l'Eintracht Brunswick en 3. Liga.